# Synchro Ski

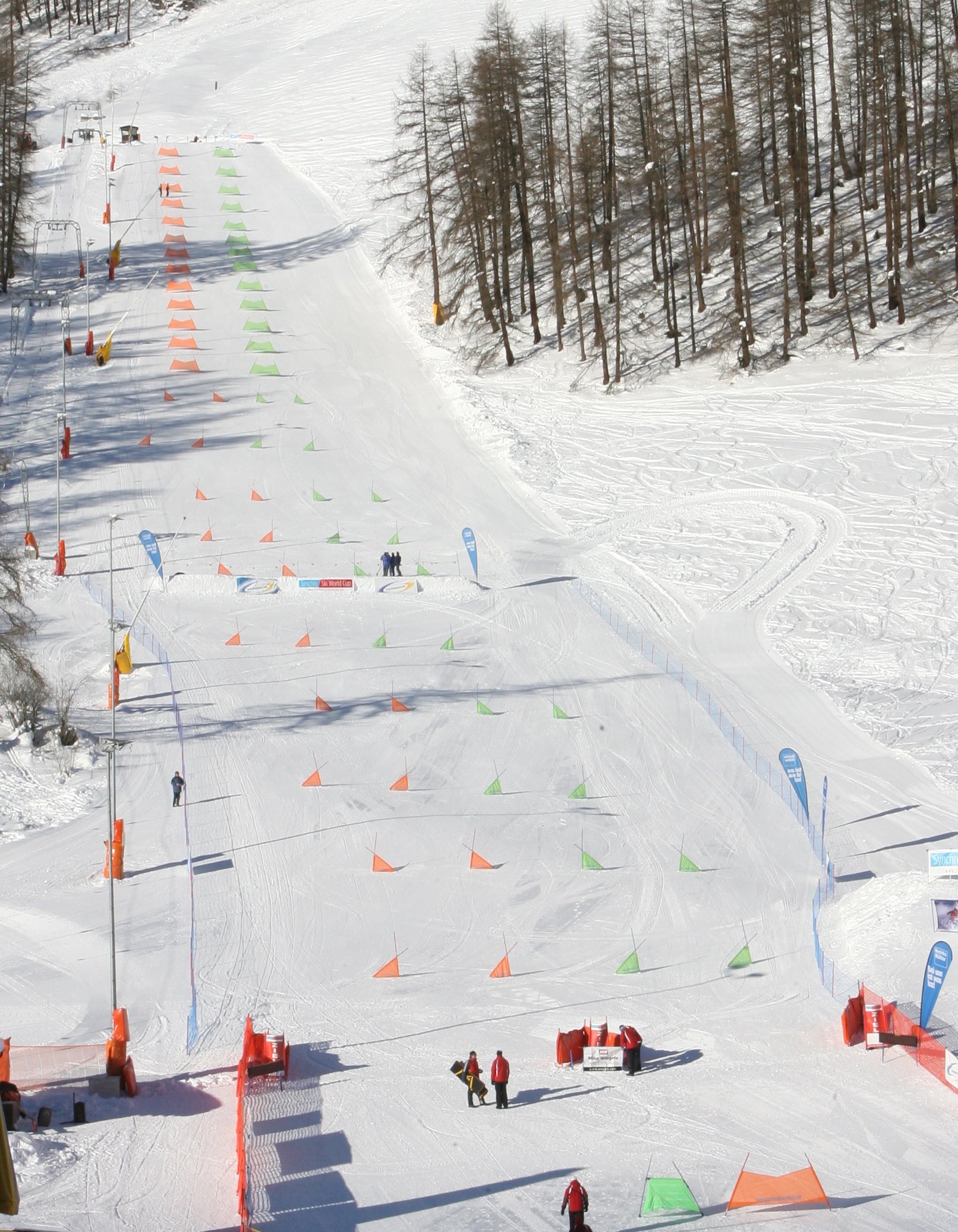
Typischer Synchrohang. Hier: der "Musella" in Samnaun

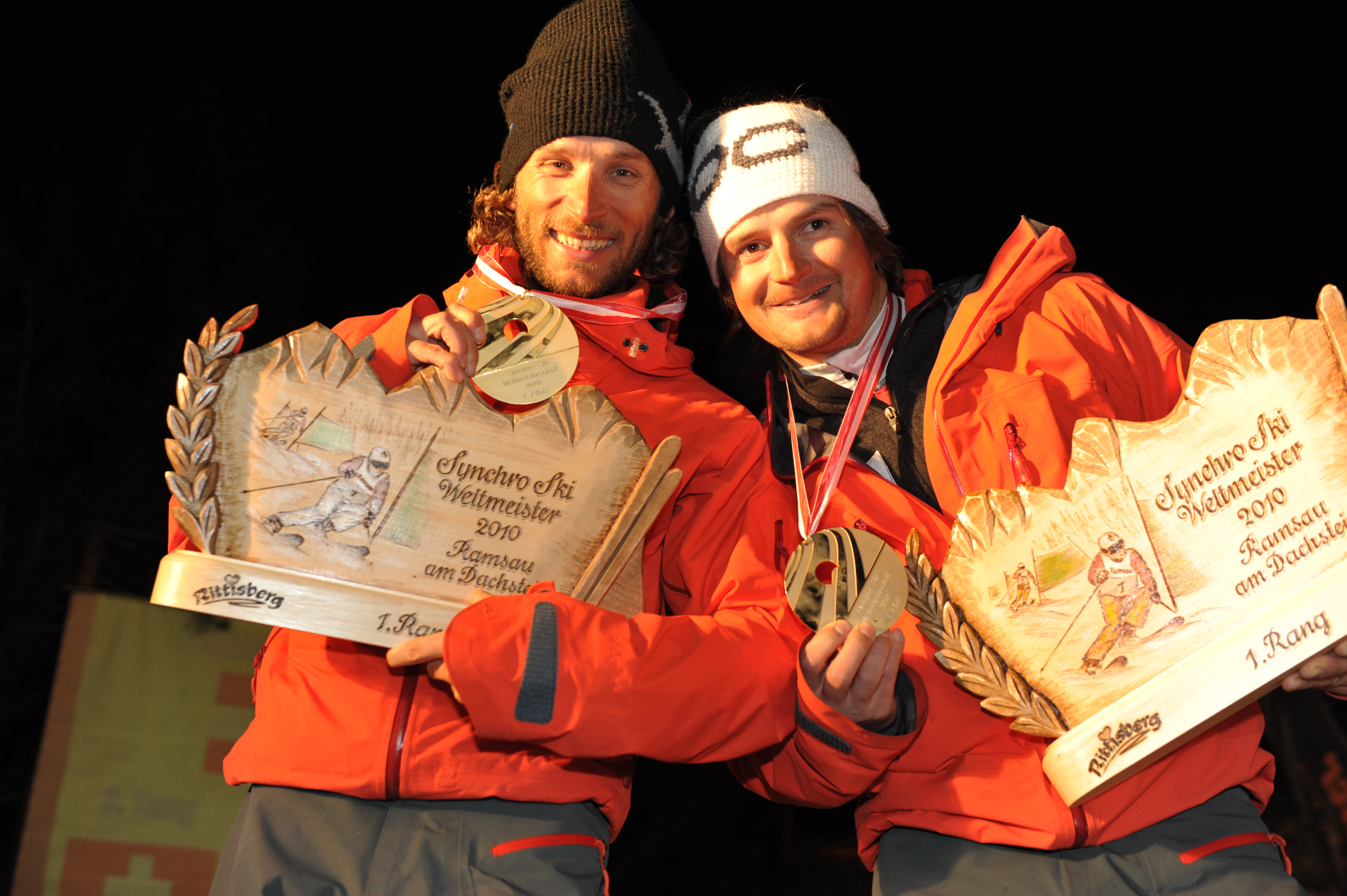
Synchro Ski Weltmeister 2010: Patrik Walter (l.), Klaus Jehle

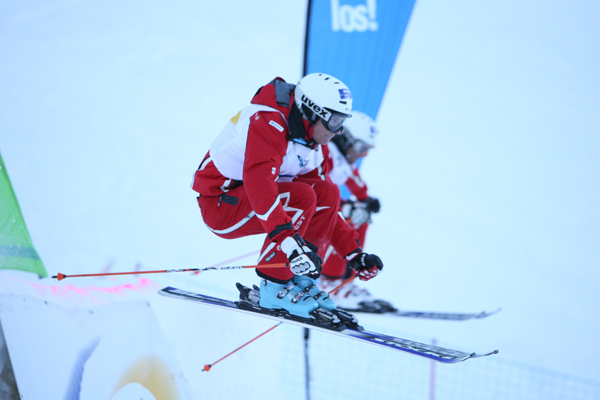
Die Synchronität wird auch im Sprung bewertet

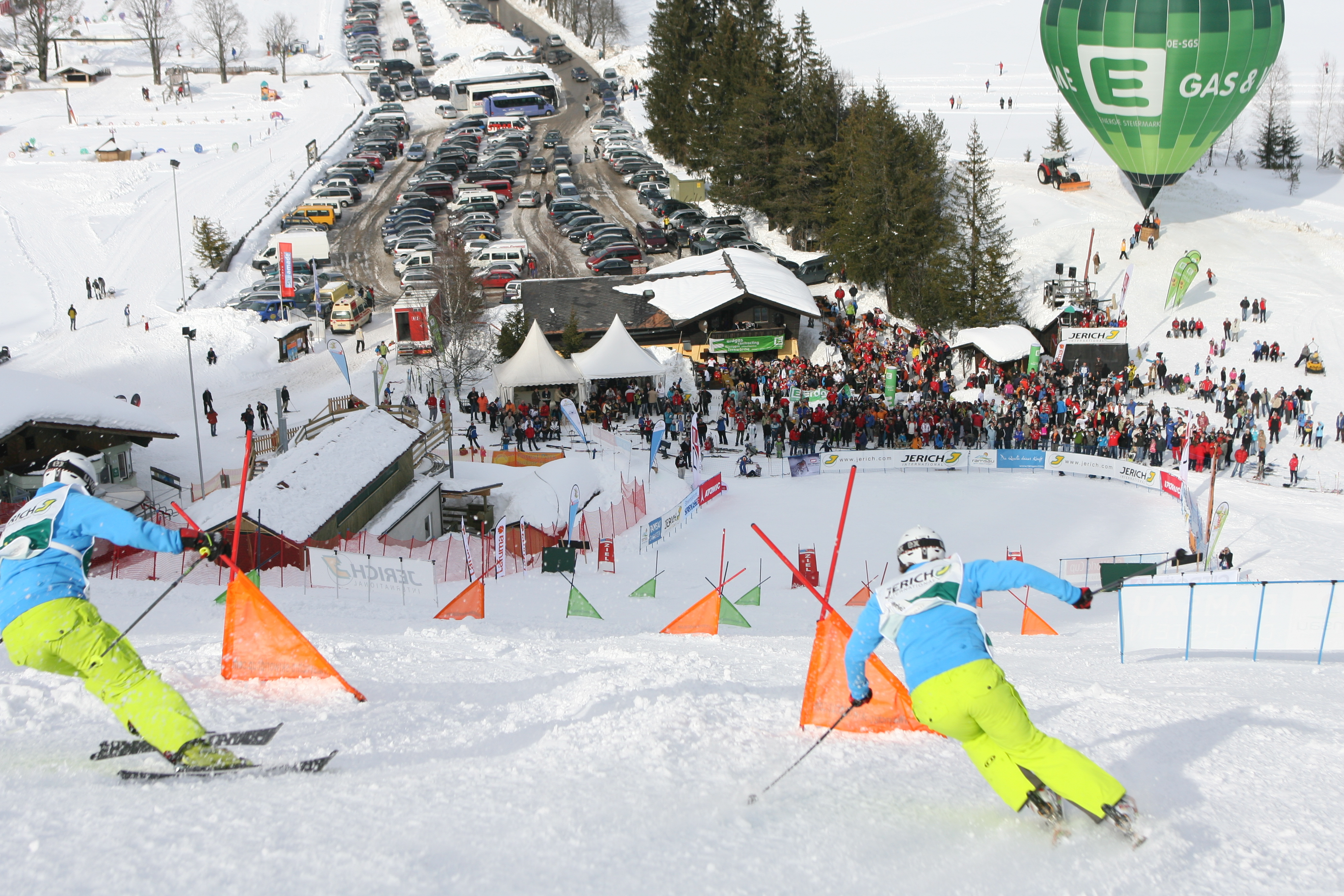
Weltcupfinale in Ramsau am Dachstein 2009

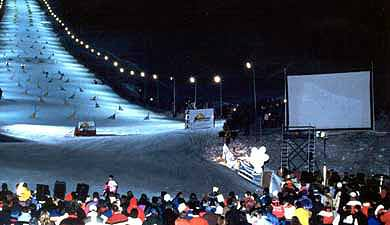
Weltcuppiste unter Flutlicht

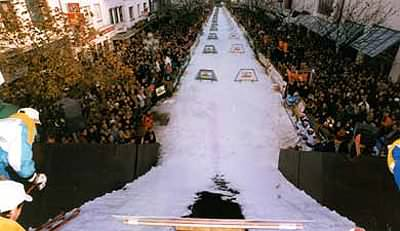
Weltcuprennen 2001 in Mönchengladbach

Synchro Ski ist eine Wintersport-Disziplin, die vielseitige skifahrerische Fähigkeiten erfordert und in Form eines Paarbewerbes ausgetragen wird. Dabei ist es das Ziel, möglichst synchron eine zweigeteilte Strecke zu absolvieren. Die zwei Skisportler starten zeitversetzt, durchfahren den Torlauf mit den drei Meter breiten Flaggen, zunächst hintereinander, und wechseln dann auf eine Position, in der sie auf gleicher Höhe nebeneinander unterwegs sind. Die untere Hälfte des Kurses ist mit schmalen Dreiecksflaggen gekennzeichnet und beinhaltet meist auch einen Sprung. Im besten Fall erreichen die Athleten zeitgleich das Ziel.
Der Bewerb entstand aus den Tiefschnee-Events Anfang der 1990er-Jahre, wird im Gegensatz zu diesen aber auf einer präparierten Rennpiste ausgetragen. Als Erfinder gelten der Schweizer Christian Metz und Österreicher Peter Larcher. Die Organisatoren der Tiefschnee-Europameisterschaften wollten damit das "Powder-Feeling" und „The fine Art of Skiing“ auf die sichere Piste übertragen.
Nach einer siebenjährigen Pause wurde der Synchro Ski World Cup 2007 von den ehemaligen Rennläufern Sigi Grüner und Christoph Brugger wiederbelebt. Das ehemalige Weltmeisterduo bediente sich dabei der Dienste des Sportfunktionärs und PR-Mannes Bernhard Stecher, alle drei sind Österreicher. Letztgenannter restrukturierte als Generalsekretär die Synchro Ski Association (SSA) und stellte die Außendarstellung auf professionelle Beine. In der Folge gelangte die Sportart zu einer zweiten Hochblüte, während der pro Winter bis zu acht Rennen durchgeführt wurden. Nach der Saison 2012/13 beendete Stecher seine Tätigkeit, die Anzahl der Veranstaltungen reduzierte sich daraufhin rasch. Derzeit werden weder der Synchro Ski Weltcup noch die Weltmeisterschaft ausgetragen.

## Synchro Ski World Cup
Unter dem Titel Synchro Ski World Cup, manchmal auch Synchro Ski Weltcup, versteht man eine Rennserie, die der Ermittlung des besten Duos in dieser Sportart dient. Der markenrecht- und urheberrechtlich geschützte Bewerb wird in Form eines K.-o.-Modus ausgetragen, das heißt, dass beide Teams, also insgesamt vier Läufer, gleichzeitig auf zwei nebeneinander befindlichen und identen Kursen unterwegs sind. Das Siegerduo nach Hin- und Rückrunde steigt in die nächste Runde auf. Bis zur Rennsaison 2009/2010 trugen die Weltcupsieger gleichzeitig den Titel Weltmeister. Seitdem wird der Weltmeistertitel bei einer eigenen Veranstaltung vergeben. Den Parallelbewerb bestreiten Männerteams, Damen- und Mixed-Mannschaften gemeinsam auf derselben Strecke. Es erfolgt keine Trennung in einzelne Klassen.

### Bewertung
Zur Ermittlung der Sieger wird zu 75 Prozent die Synchronität herangezogen, die restlichen 25 Prozent entfallen auf die Geschwindigkeit. Dazu wird die elektronisch gestoppte Rennzeit in Punkte umgerechnet. Die Synchronität wird von fünf erfahrenen Juroren bewertet. Deren höchste und niederste Bewertung wird jeweils gestrichen und zusammen mit dem Zeitfaktor in eine Gesamtpunkteanzahl umgewandelt.
Die Weltcupplatzierungen ergeben sich aus der Addition der Einzelergebnisse. Weltcupsieger ist am Ende der Saison jenes Team, das den höchsten Punktestand aufweist.

### Strecke
Eine Synchro Ski World Cup-Strecke muss mindestens 30 Meter breit und zwischen 181 Meter und 326 Meter lang sein. Sie sollte eine horizontal gleichmäßige Neigung aufweisen und muss von der Jury gut einsehbar sein.

### Resultate
Bis zum Jahr 2009/2010 trugen die Sieger der Weltcupserie den Titel "Weltmeister". Seither werden beide Auszeichnungen getrennt vergeben. Der Weltcup besteht aus mehreren Rennen, die Weltmeisterschaft wird an einem Tag entschieden. Sie zählt auch zum Gesamtweltcup. Seit 2009/2010 werden auch jeweils die Newcomer der Saison ("Rookies of the Year") aufgelistet.
- 1996/1997: 1. Franz Fuchsberger / Scott Hayden (USA), 2. Andrè Kindschi / Jan Kindschi (CH), 3. Christian Perner / Kurt Aigner (A)
- 1997/1998: 1. Sigi Grüner / Christoph Brugger (A), 2. Jan Kindschi / Andre Kindschi (CH), 3. Hans-Peter Steiner / Horst Simonlehner (A)
- 1998/1999: 1. Andi Evers / Tom Riml (A), 2. Hans-Peter Steiner / Horst Simonlehner (A), 3. Sigi Grüner / Christoph Brugger (A)
- 1999/2000: 1. Sigi Grüner / Christoph Brugger (A), 2. Hans-Peter Steiner / Horst Simonlehner (A), 3. Jan Kindschi / Andre Kindschi (CH)
- 2000/2001: 1. Sigi Grüner / Christoph Brugger, 2. Martin Huser / Armin Grob (CH), 3. Hans-Peter Steiner / Horst Simonlehner (A)
- 2001/2002: 1. Martin Huser / Armin Grob (CH), (A), 2. Hans-Peter Steiner / Horst Simonlehner (A), 3. Marcel Kober / Benedikt Manhart (D) (Artikel)
- 2002/2003 bis 2007/2008 wurden keine Bewerbe ausgetragen
- 2008/2009: 1. Hans-Peter Steiner / Horst Simonlehner (A), 2. Andrè und Pirmin Riesen (CH), 3. Roman Haselsberger / Markus Kogler (A)
- 2008/2009: Rookies of the Year: Roland Petersmann / Christian Bachler (A)
- 2009/2010: Weltcup - 1. Andrè und Pirmin Riesen (CH), 2. Hans-Peter Steiner / Horst Simonlehner (A), 3. Joe Astner / Markus Dagn (A)
- 2009/2010: Weltmeisterschaft - 1. Patrik Walter / Klaus Jehle (A), 2. Andrè und Pirmin Riesen (CH), 3. Hannes Hausberger / Manuel Haaser (A)
- 2009/2010: Rookies of the Year: Tom Jehle / Michael Winkler (A)
- 2010/2011: Weltcup - 1. Hans-Peter Steiner / Horst Simonlehner (A), 2. Andrè und Pirmin Riesen (CH), 3. Christian Perner / Roland Bachler (A)
- 2010/2011: Weltmeisterschaft - 1. Hans-Peter Steiner / Horst Simonlehner (A), 2. Andrè und Pirmin Riesen (CH), 3. Christian Perner / Roland Bachler (A)
- 2010/2011: Rookies of the Year: Martin Jehle / Sandro Kleinhans (A)
- 2011/2012: Weltcup - 1. Hans-Peter Steiner / Horst Simonlehner (A), 2. Markus Perner / Roland Bachler (A), 3. Daniel Fiegl / Arno Pult (A)
- 2011/2012: Weltmeisterschaft - 1. Daniel Fiegl / Arno Pult (A), 2. Roland Falkner / Martin Schöpf (A), 3. Patrik Walter / Klaus Jehle (A)
- 2011/2012: Rookies of the Year: Christoph Ritzinger / Tobias Konec (A)
- 2012/2013: Weltcup - 1. Armando Stöhr / Jonathan Fiol (CH), 2. Simon und Ewald Grünauer (A), 3. Klaus Jehle / Andreas Tatschl (A)
- 2012/2013: Weltmeisterschaft - 1. André Riesen / Pirmin Riesen (CH), 2. Armando Stöhr/Jonathan Fiol (CH), 3. Nik Niedermoser / Andi Huber (A)
- 2012/2013: Rookies of the Year: Patrick Bätz / Andreas Walch (A)

## Verbreitung
Synchrorennen werden hauptsächlich im Alpenraum ausgetragen, meist unter Flutlicht. Manchmal gelangen sie auch in Skihallen zur Austragung. Die höchste Zuschauerzahl war aber bei einem Rennen in der Innenstadt von Mönchengladbach zu verzeichnen. Nach Schätzungen der Polizei säumten an den zwei Tagen 300.000 Menschen das Eventgelände. Dieses Rennen stellte die Initialzündung für die in späterer Folge ausgetragenen nordischen Großveranstaltungen in der Nähe von Städten oder in Fußballstadien dar.